# Beaulieu (Tenneville)
Pour les articles homonymes, voir Beaulieu.
Beaulieu (en wallon : Bêleû) est un hameau de la commune belge de Tenneville située en Région wallonne dans la province de Luxembourg.
Avant la fusion des communes de 1977, Beaulieu faisait partie de la commune d'Erneuville.

## Situation
Beaulieu est traversé par la route nationale 843 entre les villages d'Erneuville situé à l'ouest et Ortho (commune de La Roche-en-Ardenne) sis à l'est. Deux routes en direction de Hives (commune de La Roche-en-Ardenne) au nord et Cens au sud viennent se raccorder à cette route nationale au centre du hameau. Le hameau se subdivise en deux groupes bâtis principaux séparés d'environ 150 m.
Tenneville se trouve à 5 km au sud-ouest et La Roche-en-Ardenne à 8 km au nord.

## Patrimoine
Au carrefour de la route nationale 843 et de la route vers Cens, se trouve une petite chapelle routière blanche.

## Tourisme
Le hameau possède des gîtes ruraux.

## Personnalité liée
- Gio Paolo Bombarda